# Eugenia adenocarpa
Eugenia adenocarpa är en myrtenväxtart som beskrevs av Otto Karl Berg. Eugenia adenocarpa ingår i släktet Eugenia och familjen myrtenväxter. Inga underarter finns listade i Catalogue of Life.